# Museo della Brigata Val di Vara
Il Museo della Brigata Val di Vara, situato nel castello Doria Malaspina di Calice al Cornoviglio, è un museo nato per raccontare la storia della Brigata Val di Vara, formazione partigiana guidata da Daniele Bucchioni “Dany”, aderente alla Colonna Giustizia e Libertà della IV Zona operativa.

## Storia
Il museo fortemente voluto dal comandante Dany, è stato inaugurato nel 2013 grazie alla donazione della Collezione Borione, al Comitato unitario della Resistenza di Calice al Cornoviglio.
Al generale Daniele Bucchioni, scomparso un mese prima dell’inaugurazione, è dedicata una targa posta all’ingresso del museo.

## La raccolta
Le tre stanze che compongono il museo, situate al piano nobile del castello, espongono cimeli, fotografie e materiale video.

## Curiosità
All’interno del castello sono presenti anche la Pinacoteca David Beghè, il Piccolo museo Pietro Rosa, il Museo della statua stele, il Museo della tradizione contadina, il Museo dell’apicoltura e il Museo delle risorse faunistiche.